# Toril Hoch-Nielsen
Toril Hoch-Nielsen (* 12. März 1966) ist eine ehemalige norwegische Fußballspielerin.

## Karriere

### Vereine
Hoch-Nielsen spielte im Seniorinnenbereich zunächst für die in Bærum in der Provinz Akershus ansässige Idrettslaget Jardar. Dem in Jeløya (Gemeinde Moss) in der Provinz Østfold ansässigen Sprint/Jeløy SK gehörte sie in den Spielzeiten von 1987 bis 1989 in der Eliteserien, der höchsten Spielklasse im norwegischen Frauenfußball an. Mit dieser Mannschaft gewann sie 1987 (mit 2:1 über Klepp IL) und 1988 (mit 1:0 über Asker Fotball) den nationalen Vereinspokal.

### Nationalmannschaft
Für die Nationalmannschaft bestritt Hoch-Nielsen in einem Zeitraum von sieben Jahren 37 Länderspiele. Ihr A-Länderspieldebüt gab sie am 30. Juli 1983 in Kópavogur beim 1:0-Sieg im dritten Spiel der EM-Qualifikationsgruppe 1 gegen die Nationalmannschaft Islands. In den letzten beiden Spielen dieser Gruppe kam sie auch gegen die Nationalmannschaften Finnlands (3:0) und Schwedens (1:2) am 18. August und 24. September 1983 zum Einsatz. Das Spieljahr 1984 begann mit der ersten Begegnung mit der Nationalmannschaft Deutschlands und dem 4:1-Sieg in Helmstedt, in der ihr mit dem Treffer zur 1:0-Führung auch ihr erstes Länderspieltor gelang. Im weiteren Verlauf wurde sie in zehn weiteren Freundschaftsländerspielen und elf EM-Qualifikationsspielen eingesetzt. Sie bestritt vom 1. bis zum 12. Juni 1988 alle Spiele des FIFA-Frauen-Einladungsturnier 1988 in der Volksrepublik China, das mit dem inoffiziellen Weltmeistertitel abgeschlossen wurde. Ferner kam sie am 9. und 11. Juli 1987 in zwei siegreichen Spielen gegen die Nationalmannschaft Chinas (4:0) und der US-amerikanischen Nationalmannschaft (1:0) im Turnier um den Nordamerika-Pokal zum Einsatz. Sie nahm mit ihrer Mannschaft 1987 und 1989 an den Europameisterschaften teil, kam jeweils im Halbfinale und Finale zum Einsatz und gewann 1987 den Titel mit dem 2:1-Sieg über die Nationalmannschaft Schwedens in Oslo.

## Erfolge
Nationalmannschaft
- Europameister 1987
- Finalist Europameisterschaft 1989
- Sieger FIFA-Frauen-Einladungsturnier 1988 (inoffizielle Weltmeisterschaft)

Sprint/Jeløy SK
- Norwegischer Pokal-Sieger 1987, 1988